# Septembre 1991

## Évènements
- 1er septembre : indépendance de l'Ouzbékistan.
- 2 septembre : le Haut-Karabagh proclame son indépendance à la suite d'un référendum.
- 6 septembre : le gouvernement soviétique reconnaît officiellement l'indépendance de la Lituanie, de l'Estonie et de la Lettonie.
- 8 septembre (Formule 1) : Grand Prix automobile d'Italie.
- 9 septembre : indépendance du Tadjikistan.
- 11 septembre : retrait d'une partie des soldats soviétiques de Cuba.
- 17 septembre : l'ONU passe à 186 membres avec l'admission des deux Corées, des trois États baltes, des États fédérés de Micronésie et des Îles Marshall.
- 21 septembre : l'Arménie proclame son indépendance.
- 22 septembre (Formule 1) : Grand Prix automobile du Portugal.
- 23 - 24 septembre : violentes émeutes au Zaïre.
- 29 septembre : 
  - en Haïti, à la suite d'un coup d'État militaire, le président Jean-Bertrand Aristide est destitué.
  - Formule 1 : Grand Prix automobile d'Espagne.

## Naissances
- 3 septembre : Thomas Delaney, footballeur international danois.
- 4 septembre : Charlotte Aubin, actrice québécoise.
- 5 septembre : Skandar Keynes, acteur britannique.
- 7 septembre : Namika, chanteuse allemande.
- 8 septembre : Corina Smith, chanteuse, mannequin et actrice vénézuélienne.
- 10 septembre : Paul de Saint-Sernin, humoriste et journaliste français.
- 13 septembre : Tekiath Ben Yessouf, taekwondoïste nigérienne.
- 14 septembre :
  - Ryan De Vries, footballeur néo-zélandais.
  - Fraj Dhouibi, judoka tunisien.
  - Louis de Gouyon Matignon, homme politique et écrivain français.
  - Serdar Gürler, footballeur franco-turc.
  - Ronnie Hillman, joueur américain de football américain.
  - Dee Milliner,  joueur américain de football américain.
  - Nana (Im Jin-ah dite), chanteuse sud-coréenne.
  - Gregory Polanco, joueur américain de baseball.
  - Miguel Angel Santiso, footballeur de plage espagnol.
  - Nikita Stalnov, coureur cycliste kazakh.
  - Chance Warmack, joueur américain de football américain.
  - Amélia Watkinson, triathlète professionnelle néo-zélandaise.
- 21 septembre : Lerato Kgasago, footballeuse sud-africaine.
- 23 septembre : Kim Kibum (Key) membre des SHINee
- 22 septembre : Pascal Martinot-Lagarde, athlète français.
- 24 septembre : Oriol Romeu, footballeur espagnol.

## Décès
- 1er septembre : Otl Aicher, designer graphiste allemand (° 13 mai 1922).
- 3 septembre : Frank Capra, réalisateur américain d'origine italienne (° 18 mai 1897).
- 4 septembre : Henri de Lubac, jésuite, théologien et cardinal français (° 20 février 1896).
- 13 septembre : Huy Kanthoul, premier ministre cambodgien (° 1er février 1909).
- 17 septembre : Henry F. Angus, administrateur universitaire canadien (° 19 avril 1891).
- 18 septembre : Pierre de Morsier, officier de marine, compagnon de la Libération (° 5 janvier 1908).
- 24 septembre : Theodor Seuss Geisel dit « Dr. Seuss », écrivain et illustrateur pour enfants américain (° 2 mars 1904).
- 25 septembre : 
  - Klaus Barbie, ancien chef de la Gestapo de Lyon (° 25 septembre 1913).
  - Léon Defosset, homme politique belge (° 13 mars 1925).
  - Viviane Romance, (Pauline Ronacher Ortmanns), 79 ans, actrice française (° 4 juillet 1912).
- 28 septembre : Miles Davis, compositeur et trompettiste américain (° 25 mai 1926).